# Schlüssel-Werte-Datenbank

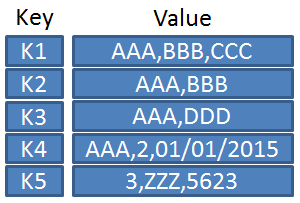
Tabelle mit Schlüssel- und Werte-Feld

Eine Schlüssel-Werte-Datenbank (auch Key Value Database oder Key Value Store) dient zur elektronischen Datenverwaltung in Computersystemen. Sie basiert auf dem Schlüssel-Werte-Datenmodell, um assoziative Datenfelder zu speichern.
Die zugehörige Software ist das Schlüssel-Werte-Datenbankmanagementsystem. Schlüssel-Werte-Datenbanken werden den NoSQL-Datenbanken zugeordnet. Das impliziert, dass sie nicht  mit den SQL-Befehlen aus relationalen Datenbanken bedient werden, sondern aufgrund ihrer Eigenschaften andere Abfragen- und Befehlsformate erfordern. Werte (Value) in Key-Value-Datenbanken werden über einen Schlüssel (Key) eindeutig identifiziert.
Eine solche Datenbank implementiert meist nur die Befehle PUT(Key,Value), Value=GET(Key) und DELETE(Key). Dabei können die Werte aus Tupeln, Relationen oder Dokumenten (siehe dokumentenorientierte Datenbank) bestehen. Insbesondere ist es möglich, dass die Struktur zweier Schlüssel unterschiedlich ist, was mehr Flexibilität ermöglicht und die Speicherung von Platzhaltern für nicht vorhandene Werte vermeidet.

## Anbieter
Der im Juli 2022 am weitesten verbreitetste Schlüssel-Werte-Speicher ist die Open-Source-Software Redis. Weitere Systeme sind unter anderem:
- Amazon Dynamo
- Berkeley DB
- DBM
- Google BigTable
- Lightning Memory-Mapped Database
- memcached
- Project Voldemort
- Riak